# Sextus Julius Caesar (consul in 91 v.Chr.)
Sextus Julius Caesar (Latijn: Sex. Iulius C. f. L. ? n. Caesar; voor 130 v.Chr. - 90 of 89 v.Chr.) was een Romeins politicus uit de 1e eeuw v.Chr.
Sextus werd geboren als zoon van Gaius Julius Caesar en Marcia; hij was de broer van Gaius Julius Caesar Strabo en de oom van de beroemde veldheer Julius Caesar.
Hij was ten laatste in 94 v.Chr. praetor.
Hij was consul in 91 v.Chr. samen met Lucius Marcius Philippus.
In 90 v.Chr. behaalde hij als proconsul een overwinning – vermoedelijk op de Paeligni – en stierf toen hij Asculum belegerde.

## Referentie
- T.R.S. Broughton, The Magistrates of the Roman Republic, II, New York, 1951, pp. 12, 20, 27, 31 (n. 11).